# Monstruo prometedor
En biología evolutiva, monstruo prometedor es un organismo con un fenotipo profundamente mutante que tiene el potencial para establecer un nuevo linaje evolutivo. El término se utiliza para describir un evento de especiación saltacional, el cual puede contribuir a la producción de nuevos grupos de organismos. La frase fue acuñada por el genetista alemán Richard Goldschmidt quien pensaba que los cambios pequeños y graduales, que explican satisfactoriamente los cambios microevolutivos, no pueden explicar la macroevolución. La relevancia evolutiva de los monstruos prometedores ha sido rechazada o puesta en duda por muchos científicos que defienden la Teoría sintética de evolución biológica. 
En su obra The material basis of evolution (La base material de la evolución), Goldschmidt escribió que "el cambio desde una especie a otra no es un cambio que no involucra más y más cambios atomísticos, sino una modificación completa del patrón principal o del sistema de reacción principal en uno nuevo, el que, más tarde puede nuevamente producir variación intraespecífica por medio de micromutaciones."
La tesis de Goldschmidt fue universalmente rechazada y ampliamente ridiculizada dentro la comunidad científica, quien favorecía las explicaciones neodarwinianas de R.A. Fisher, J. B. S. Haldane y Sewall Wright.
No obstante, varias líneas de evidencia sugieren que los monstruos prometedores juegan un papel significativo durante el origen de innovaciones clave y de planes corporales nóveles por evolución saltacional, más que por evolución gradual.

## Gradualismo y macroevolución
Stephen Jay Gould expuso en 1977 que los genes o secuencias reguladoras ofrecían cierto apoyo a los postulados de Goldschmidt. De hecho, arguyó que los ejemplos de evolución rápida no minan el darwinismo (como Goldscmidt suponía), pero tampoco merecen un descredito inmediato, como muchos neodarwinistas pensaban. Gould insistió en que la creencia de Charles Darwin en el gradualismo no fue jamás un componente esencial de su teoría de evolución por selección natural. Thomas Henry Huxley también advirtió a Darwin que había sobrecargado su trabajo "con una innecesaria dificultad al adoptar sin reservas el principio Natura non facit saltum." Huxley temía que ese supuesto podría desalentar a aquellos naturalistas que creían que los cataclismos y los grandes saltos evolutivos jugaban un papel significativo en la historia de la vida. Gould escribió:

Como un darwinista, deseo defender el postulado de Goldschmidt de que la macroevolución no es simplemente la microevolución extrapolada y que las grandes transiciones estructurales pueden ocurrir rápidamente sin una serie de suaves estados intermedios...En su infame libro de 1940, Goldschmidt específicamente invoca los genes para el desarrollo como potenciales hacedores de monstruos prometedores.